# История административно-территориального деления РСФСР
История административно-территориального деления РСФСР — исторический процесс законодательно оформленного разделения территории РСФСР на определённые части (автономные республики, края, области, районы и т. д.), в соответствии с которым строилась и функционировала система республиканских и местных органов власти и управления.
III Всероссийский съезд Советов провозгласил федеративное устройство Советской России, которое было закреплено в Конституции РСФСР 1918 года.
Согласно конституции, Российская Федерация объявлялась федерацией советских национальных республик (ст. 2); статья 11 предусматривала, что на началах федерации в РСФСР входят автономные областные союзы (союзы областей, «отличающихся особым бытом и национальным составом»). Статья 13 Конституции РСФСР 1925 года в редакции 18 мая 1929 года, устанавливала, что РСФСР «объединяется с этими национальностями [России] путём образования в составе РСФСР национальных автономных советских социалистических республик и областей».
За время существования РСФСР многократно менялись не только внешние границы, но и принципы её внутреннего устройства. Это приводило к необходимости корректировки структуры и размеров территориальных образований республики.

## Изменения в период существования Российской республики (1917)

### Хронология

#### 1917
- 30 июня: из состава Томской губернии была выделена Алтайская губерния.
- 1 июля: из состава Астраханской губернии была выделена Букеевская губерния.
- 25 декабря: Первый Всеукраинский съезд Советов признал Украинскую народную республику Советов как федеративную часть Российской республики.

## Создание первых АССР (1918—1922)

### Хронология

#### 1918
- 19 марта: Второй Всеукраинский съезд Советов признал Украинскую народную республику Советов как самостоятельную советскую республику.
- 10 июня: из северо-восточной части Новгородской губернии выделена Череповецкая губерния.
- 20 июня: на основе частей Владимирской и Костромской губерний образована Иваново-Вознесенская губерния.
- 24 июля: из восточной части Вологодской губернии выделена Северо-Двинская губерния.
- 7 сентября: на основе частей Астраханской и Саратовской губерний образована Царицынская губерния[4].
- 19 октября: в составе Саратовской губернии образована Автономная область немцев Поволжья[a].
- 31 декабря: образована Социалистическая Советская Республика Белоруссия в составе РСФСР.

#### 1919
- 16 января: Смоленская, Витебская и Могилёвская губернии были переданы из состава ССРБ в состав РСФСР.
- 31 января: Социалистическая Советская Республика Белоруссия вышла из состава РСФСР.
- 20 марта: образована Автономная Советская Башкирская Республика[b].
- 11 июля:
  - упразднена Могилёвская губерния:
    - Мстиславский уезд был передан в состав Смоленской губернии;
    - Сенненский уезд был передан в состав Витебской губернии.

  - на основе оставшейся части Могилёвской губернии; Мглинского, Новозыбковского, Стародубского и Суражского уезда Черниговской губернии; Речицкого уезда Минской губернии образована Гомельская губерния.
- 15 июля: из состава Пермской губернии была выделена Екатеринбургская губерния.
- 2 августа: из состава Самарской губернии в состав Саратовской губернии был передан Новоузенский уезд.
- 27 августа:
  - из состава Тобольской губернии в состав Омской области был передан Ишимский уезд;
  - из частей Тургайской области, Оренбургской и Тобольской губерний образована Челябинская губерния.
- 11 сентября: из состава Курской губернии в состав Орловской губернии были переданы Путивльский и Рыльский уезды.
- 12 октября: из состава Черниговской губернии УССР в состав Орловской губернии был передан Глуховский уезд.
- 19 октября: из состава Оренбургской губернии в состав Уфимской губернии был передан Верхнеуральский уезд.
- 30 декабря: 
  - из состава Орловской губернии в состав Курской губернии были переданы Путивльский и Рыльский уезды;
  - из состава Орловской губернии в состав Черниговской губернии УССР был передан Глуховский уезд.

#### 1920
- 3 января: Омская область преобразована в Омскую губернию.
- 6 марта: из состава Царицынской губернии в состав Саратовской губернии был передан Камышинский уезд.
- 20 марта: Область Войска Донского преобразована в Донскую область.
- 1 апреля: из Брянского, Карачевского, Севского и Трубчевского уездов Орловской губернии и Жиздринского уезда Калужской губернии образована Брянская губерния.
- 6 апреля:
  - на территориях Амурской, Забайкальской, Камчатской, Приморской и Сахалинской областей провозглашена Дальневосточная республика;
  - небольшая часть Забайкальской области (территория Селенгинского уезда по левому берегу реки Селенги) вошла в состав Иркутской губернии РСФСР.
- 20 апреля: Якутская область присоединена к Иркутской губернии на правах особого района.
- 21 апреля: из состава Омской губернии в состав Тюменской губернии был передан Ишимский уезд.
- 27 мая: на основе Казанской губернии образована Татарская АССР[5][6].
- 8 июня: на основе частей Олонецкой и Архангельской губерний образована Карельская трудовая коммуна.
- 18 июня:
  - из состава Казанской губернии в состав Нижегородской губернии были переданы Козьмодемьянский, Чебоксарский, Цивильский и Ядринский уезды;
  - из состава Казанской губернии в состав Вятской губернии были переданы Краснококшайский и Елабужский уезды.
- 24 июня: на основе частей Симбирской и Нижегородской губерний образована Чувашская автономная область[7].
- 10 августа: из состава Гомельской губернии в состав Минской губернии ССРБ были переданы Мозырьский, Борисовский, Бобруйский и Игуменский уезды.
- 20 августа: из состава Уфимской губернии в состав Челябинской губернии был передан Верхнеуральский уезд[8].
- 21 августа: Якутский район (бывшая Якутская область) выведен из состава Иркутской губернии и преобразован в Якутскую губернию.
- 26 августа[9]:
  - Киргизский край преобразован в Киргизскую АССР;
  - из состава Туркестанской АССР в состав Киргизской АССР были переданы Мангышлакский уезд, 4-я и 5-я Адаевские волости Красноводского уезда Закаспийской области;
  - из состава Челябинской губернии в состав Киргизской АССР был передан Кустанайский уезд;
  - Букеевская губерния передана из состава РСФСР в состав Киргизской АССР[c].
- 20 сентября: Оренбургская губерния включена в состав Киргизской АССР[10].
- 18 ноября:
  - из состава Уфимской губернии в состав Автономной Советской Башкирской Республики была передана часть Стерлитамакского уезда[11];
  - из состава Гомельской губернии в состав Витебской губернии был передан Оршанский уезд.
- 25 ноября:
  - Козьмодемьянский уезд Нижегородской губернии и Краснококшайский уезд и части Уржумского и Яранского уездов Вятской губернии переданы в создаваемую Марийскую АО[d];
  - в создаваемую Калмыцкую АО переданы[e]:
    - 9 улусов Астраханской губернии;
    - южная часть Черноярского уезда Царицынской губернии;
    - Большедербетовский улус Ставропольской губернии;
    - часть Сальского округа Донской области;
    - Кумский аймак Терской области.
- 7 декабря: из состава Северо-Двинской губернии в состав Вятской губернии была передана часть Никольского уезда.

#### 1921
- 5 января:
  - части Малмыжского и Глазовского уездов Вятской губернии переданы в создаваемую Вотскую АО[f];
  - Елабужский уезд Вятской губернии был разделен между Вотской АО и Татарской АССР;
  - Сарапульский уезд Вятской губернии был разделен между Пермской губернией и Татарской АССР;
  - из состава Владимирской губернии в состав Московской губернии была передана южная часть Покровского уезда.
- 17 января: из состава Алтайской губернии в состав Омской губернии был передан Славгородский уезд.
- 20 января: 
  - Дагестанская область преобразована в Дагестанскую АССР; в ее состав также включен Хасавюртовский округ, де-факто находившийся в составе Дагестанской области с марта 1920 года;
  - из южной части Терской области была выделена Горская АССР;
  - из состава Кубано-Черноморской области в состав Горской АССР была передана южная часть Баталпашинского отдела в качестве Карачаевского национального округа.
- 24 января: правительством ДВР ратифицирован Договор о границах РСФСР с ДВР, согласно которому Камчатская область передавалась в состав РСФСР.
- 3 февраля: из состава Ярославской губернии была выделена Рыбинская губерния.
- 19 марта: из состава Камчатской области в состав Якутской губернии был передан Охотский уезд.
- 4 апреля:
  - из состава Донской области в состав Царицынской губернии были переданы Хопёрский, Усть-Медведицкий и Второй Донской округа.
  - Терская область преобразована в Терскую губернию.
- 11 апреля: на территории ранее упразднённого Туркестанского края образована Туркестанская АССР.
- 25 апреля: из состава Тверской губернии в состав Рыбинской губернии были переданы Краснохолмский и Весьегонский уезды.
- 9 мая: из состава Владимирской губернии в состав Московской губернии была передана западная часть Александровского уезда.
- 24 мая: из состава Владимирской губернии в состав Иваново-Вознесенской губернии была передана северная часть Вязниковского уезда.
- 10 июня: установлена административная граница между Киргизской АССР и Сибирью по Омскому уезду (фактическая передача территорий, выделенных в Киргизскую АССР, началась 1 октября).
- 13 июня:
  - из Каинского и Новониколаевского уездов Томской губернии, Каменского и части Барнаульского уездов Алтайской губернии образована Новониколаевская губерния;
  - из состава Алтайской губернии в состав Киргизской АССР были переданы Бухтарминский уезд и часть Змеиногорского уезда;
  - Александровский уезд Архангельской губернии преобразован в Мурманскую губернию.
- 11 августа: из состава Ставропольской губернии в состав Терской губернии был передан Святокрестовский уезд, Ачикулакский район и часть Туркменского района[12];
- 15 августа: из состава Тверской губернии в состав Московской губернии была передана южная часть Калязинского уезда.
- 22 августа: на основе частей Архангельской и Северо-Двинской губерний образована Автономная область Коми (Зырян).
- 1 сентября: Кабардинский национальный округ выведен из состава Горской АССР и преобразован в Кабардинскую АО[13].
- 9 сентября: из состава Тюменской губернии в состав Киргизской АССР была передана часть Ишимского уезда.
- 18 октября: в границах Крымского полуострова образована Крымская АССР[14].

#### 1922
- 9 января: на части территорий Иркутского и Верхоленского уездов Иркутской губернии образована Монголо-Бурятская АО[15].
- 12 января: Карачаевский национальный округ выведен из состава Горской АССР и вместе с Баталпашинским отделом Кубано-Черноморской области преобразован в Карачаево-Черкесскую АО.
- 16 января: Балкарский национальный округ выведен из состава Горской АССР и вместе с Кабардинской АО преобразован в Кабардино-Балкарскую АО.
- 27 апреля: на основе Якутской губернии образована Якутская АССР[16].
- 4 мая:
  - из состава Симбирской губернии в состав Нижегородской губернии была передана большая часть Курмышского уезда;
  - из состава Рязанской губернии в состав Московской губернии был передан Егорьевский уезд.
- 1 июня: из восточной части Алтайской губернии (Горно-Алтайский уезд и окрестности) была выделена Ойротская АО[17].
- 14 июня[18]:
  - в состав Автономной Советской Башкирской Республики включена Уфимская губерния;
  - из состава Автономной Советской Башкирской Республики в состав Челябинской губернии был передан Яланский кантон;
  - Автономная Советская Башкирская Республика преобразована в Башкирскую АССР.
- 22 июня: из состава Саратовской губернии в состав Трудовой коммуны немцев Поволжья был передан Покровский уезд и ряд волостей Дергачевского и Камышинского уездов.
- 27 июля:
  - из состава Гомельской губернии в состав Смоленской губернии был передан Горецкий уезд;
  - из состава Краснодарского и Майкопского отделов Кубано-Черноморской области была выделена Черкесская (Адыгейская) АО;
  - из состава Костромской губернии в состав Иваново-Вознесенской губернии была передана большая часть Макарьевского уезда;
  - из состава Костромской губернии в состав Нижегородской губернии были переданы Варнавинский и Ветлужский уезды;
  - территория Ковернинского уезда Костромской губернии была распределена между Иваново-Вознесенской и Нижегородской губерниями.
- 10 августа: из состава Смоленской губернии в состав Калужской губернии был передан Юхновский уезд.
- 17 августа: из состава Башкирской АССР в состав Челябинской губернии были переданы части Златоустовского и Уфимского уездов, а также Тамьян-Катайский кантон[19].
- 24 августа: Черкесская (Адыгейская) АО переименована в Адыгейскую (Черкесскую) АО.
- 18 сентября[20]: упразднена Олонецкая губерния:
  - бо́льшая часть Вытегорского уезда и Лодейнопольский уезд были переданы в состав Петроградской губернии;
  - оставшаяся часть Вытегорского уезда и часть Пудожского уезда были переданы в состав Вологодской губернии;
  - оставшаяся часть Пудожского уезда и Повенецкий уезд были переданы в состав Карельской трудовой коммуны.
- 9 ноября: из состава Челябинской губернии в состав Башкирской АССР был возвращён Тамьян-Катайский кантон[21].
- 15 ноября: к РСФСР была присоединена Дальневосточная республика, ее территории вошли в состав РСФСР как Дальневосточная область и Бурят-Монгольская АО; все области Дальневосточной республики получили статус губерний[22].
- 16 ноября: из состава Терской губернии в состав Дагестанской АССР были переданы Ачикулакский район и восточная часть Кизлярского округа.
- 30 ноября: Чеченский национальный округ выведен из состава Горской АССР и преобразован в Чеченскую АО.
- 17 декабря: Камчатская область преобразована в Камчатскую губернию.

## Реформа по «укрупнению» (1923—1930)
В 1923—1929 годах была проведена реформа по укрупнению единиц административно-территориального деления. Старые небольшие губернии заменялись на огромные советские области, которые соответствовали выделенным Госпланом экономическим районам. При этом упразднялись как губернии, так и уезды с волостями, которые к тому времени продолжали ещё существовать. Новые области вместо уездов разделялись на более крупные ячейки — округа, а последние делились вместо волостей на более крупные ячейки — районы. Низшим звеном стали сельсоветы..

### Хронология

#### 1923
- 4 января:
  - северная часть Тамбовской губернии (Елатомский, Шацкий, Спасский и Темниковский уезды) была разделена между Рязанской, Пензенской и Нижегородской губерниями;
  - из состава Тамбовской губернии в состав Воронежской губернии была передана часть Усманского уезда и Архангельская волость Борисоглебского уезда;
  - из состава Воронежской губернии в состав Тамбовской губернии была передана часть Новохопёрского уезда;
  - из состава Терской губернии в состав Дагестанской АССР была передана западная часть Кизлярского округа.
- 15 февраля: упразднена Рыбинская губерния:
  - Краснохолмский и Весьегонский уезды переданы в состав Тверской губернии;
  - остальная территория включена в состав Ярославской губернии.
- 4 апреля: из состава Якутской АССР в состав Камчатской губернии был передан Охотский уезд.
- 27 апреля: из состава Тульской губернии в состав Московской губернии был передан Каширский уезд.
- 30 апреля: из состава Онежского уезда Архангельской губернии в состав Кемского уезда Карельской трудовой коммуны был передан ряд волостей[24].
- 5 мая: из состава Гомельской губернии в состав Брянской губернии был передан Почепский уезд.
- 30 мая: Монголо-Бурятская АО и Бурят-Монгольская АО объединены в Бурят-Монгольскую АССР[25].
- 25 июля: Карельская трудовая коммуна преобразована в Автономную Карельскую ССР.
- 3 октября: Прибайкальская губерния упразднена, её территории включены в состав Бурят-Монгольской АССР[26].
- 3 ноября: образована Уральская область — из упразднённых Екатеринбургской, Пермской, Тюменской и Челябинской губерний, в составе: Верх-Исетского, Пермского, Сарапульского, Кунгурского, Верхотурского, Туринского, Тюменского, Екатеринбургского, Шадринского, Курганского, Челябинского, Троицкого, Златоустовского, Тобольского и Ишимского округов, центр — город Екатеринбург.
- 12 ноября: из состава Туруханского края Енисейской губернии в состав в Тобольского округа Уральской области передана территория по восточному и южному берегу Тазовской губы[27].
- 14 ноября: из состава Томской губернии в состав Енисейской губернии была передана юго-восточная часть Кузнецкого уезда, вошедшая в состав создаваемого Хакасского уезда.
- 12 декабря[28]:
  - из состава Бурят-Монгольской АССР в состав Забайкальской губернии передан ряд волостей Верхнеудинского и Троицкосавского уезда ранее упразднённой Прибайкальской губернии;
  - из состава Иркутской губернии в состав Бурят-Монгольской АССР передан ряд территорий, прилегающих к Байкалу;
  - из состава Забайкальской губернии в состав Бурят-Монгольской АССР передана часть Читинского уезда.
- 19 декабря: образована АССР Немцев Поволжья, на основе существовавшей с 19 октября 1918 года Автономной области немцев Поволжья.

#### 1924
- 13 февраля: образована Юго-Восточная область — из упразднённых Донской и Кубано-Черноморской областей, Ставропольской и Терской губерний, а также Кабардино-Балкарской АО, Карачаево-Черкесской АО, Чеченской АО и Адыгейской (Черкесской) АО, города Грозный, в составе Армавирского, Донского, Донецкого, Кубанского, Морозовского, Майкопского, Сальского, Ставропольского, Таганрогского, Терского, Черноморского и Шахтинского округов. Административный центр края — Ростов-на-Дону[29].
- 3 марта: из состава Витебской, Гомельской и Смоленской губерний в состав Белорусской ССР переданы территории с преимущественно белорусским населением (т. н. «первое укрупнение Белоруссии»)[30].
- 7 июля: упразднена Горская АССР:
  - Осетинский национальный округ Горской АССР преобразован в Северо-Осетинскую АО;
  - Ингушский национальный округ Горской АССР преобразован в Ингушскую АО;
  - Сунженский казачий округ Горской АССР передан в непосредственное подчинение РСФСР.
- 28 августа: из состава Татарской АССР, Нижегородской и Вятской губерний в состав Марийской автономной области был передан ряд волостей.
- 1 октября: из состава Донецкой губернии Украинской ССР в состав Юго-Восточной области была передана большая часть территорий Шахтинского и Таганрогского округов.
- 16 октября: Юго-Восточная область преобразована в Северо-Кавказский край.
- 21 октября: из состава Башкирской АССР в состав Киргизской АССР была передана Ток-Чуранская волость Белебеевского кантона (бывший Ток-Чуранский кантон).
- 27 октября: национально-территориальное размежевание в Средней Азии:
  - упразднена Туркестанская АССР;
  - в состав Киргизской АССР вошли северные части Джетысуйской, Сырдарьинской и Самаркандской областей Туркестанской АССР, на территории которых образованы Джетысуйская и Сырдарьинская губернии.
- 31 октября: из состава Владимирской губернии в состав Иваново-Вознесенской губернии были переданы Пестяковская и Верхне-Ландеховская волости.
- 3 ноября: из состава Ленинградской губернии в состав Автономной Карельской ССР была передана часть Лодейнопольского уезда.

#### 1925
- 26 февраля: Северо-Осетинская и Ингушская АО, а также Сунженский казачий округ включены в состав Северо-Кавказского края[31].
- 6 апреля: из состава Киргизской АССР в непосредственное подчинение РСФСР была передана Оренбургская губерния.
- 21 апреля: Чувашская АО преобразована в Чувашскую АССР.
- 25 мая: 
  - образован Сибирский край — на территории подчинявшихся Сибревкому упразднённых Омской, Ново-Николаевской, Алтайской, Енисейской, Томской, Иркутской (упразднена 28 июня 1926 года) губерний и Ойратской АО (также в состав края включается Александровский район, принадлежность которого к Томской губернии с 1923 года была неоднозначной, и ряд картографов не указывает его на картах 1923—1925 годов[32][33], считая, что он относится к Тобольскому округу Уральской области), в составе: Ачинского, Барабинского, Барнаульского, Бийского, Каменского, Канского, Красноярского, Кузнецкого, Минусинского, Новониколаевского, Омского, Рубцовский, Славгородский, Тарский, Томский и Хакасский округа. Административный центр края — Новосибирск.
  - из состава Калмыцкой АО в состав Северо-Кавказского края была передана северная часть Ремонтненского уезда.
- 6 июля: из состава Тульской губернии в состав Орловской губернии был передан Новосильский уезд.
- 20 июля: из состава Ульяновской губернии в состав Чувашской АССР была передана большая часть Алатырского уезда.
- 7 сентября: из состава Владимирской губернии в состав Иваново-Вознесенской губернии был передан Юрьев-Польский уезд.
- 16 октября: из состава Курской губернии в состав Украинской ССР была передана территория бывшего Путивльского уезда (без Крупецкой волости), Креничанская волость Грайворонского уезда и две неполные волости Грайворонского и Белгородского уездов[34].

#### 1926
- 4 января: образован Дальневосточный край — из Дальневосточной области (состоявшей из упразднённых Амурской, Забайкальской, Камчатской, Приморской губерний и северной части Сахалина), в составе Амурского, Владивостокского, Зейского, Камчатского, Николаевского, Сахалинского, Сретенского, Хабаровского, Читинского округов. Административный центр края — Хабаровск.
- 26 апреля:
  - Карачаево-Черкесская АО разделена на Карачаевскую АО и Черкесский национальный округ;
  - Баталпашинский район Карачаево-Черкесской АО был передан в состав Армавирского округа Северо-Кавказского края.
- 6 декабря: Гомельская губерния упразднена; Речицкий и Гомельский уезды переданы в состав Белорусской ССР (т. н. «второе укрупнение Белоруссии»); Клинцовский, Стародубский и Новозыбковский уезды переданы в состав Брянской области.
- 20 декабря: из состава Сибирского края в состав Бурят-Монгольской АССР были передан Кабанский и часть Иркутского района.

#### 1927
- 6 июня: из состава Сталинградской губернии в состав Астраханской губернии была передана Владимировская волость Ленинского уезда.
- 1 августа: образована Ленинградская область — из упразднённых Ленинградской, Псковской, Новгородской, Череповецкой и Мурманской губерний, в составе: Ленинградского, Лужского, Лодейнопольский, Череповецкого, Новгородского, Боровичского, Псковского, Великолукского и Мурманского округов. Центром области стал Ленинград, Мурманский округ стал отделён от основной части области территорией Карельской АССР.

#### 1928
- 30 апреля: Черкесский национальный округ преобразован в Черкесскую АО.
- 14 мая:
  - образована Центрально-Чернозёмная область — из упразднённых Воронежской, Курской, Орловской и Тамбовской губерний в составе: Воронежского, Липецкого, Курского округов. Центр области — Воронеж.
  - образована Средне-Волжская область — из упразднённых Оренбургской, Пензенской, Самарской, Ульяновской (до 1924 года — Симбирская губерния) и части Саратовской губерний), в составе Бугурусланского, Бузулукского, Кузнецкого, Мордовского, Оренбургского, Пензенского, Самарского, Сызранского, Ульяновского округов. Административный центр края — Самара (с 1935 — Куйбышев).
- 21 мая: образована Нижне-Волжская область — из упразднённых Астраханской, Саратовской, Сталинградской (до 1925 года Царицынская губерния) и части Самарской губерний), АССР Немцев Поволжья и Калмыцкой АО, в составе Астраханского, Сталинградского, Саратовского округов. Административный центр края — Саратов, с 1932 года — Сталинград[35][36].
- 11 июня: Нижне-Волжская область преобразована в Нижне-Волжский край[37].

#### 1929
- 1 октября[38]:
  - образован Северный край — из АО Коми (Зырян) и территорий упразднённых Архангельской, Вологодской, Северо-Двинской губерний. Административный центр края — Архангельск.
  - образован Нижегородский край (первоначальное планируемое название — Нижегородская область — было изменено Постановлением Президиума ВЦИК от 15 июля 1929 года[39]; с 1932 года — Горьковский край) — из Вотской (Удмуртской) АО, Марийской АО, Чувашской АССР и Нижегородской области (создана в начале 1929 года из упразднённых Вятской, Нижегородской губерний и незначительной части Владимирской и Костромской губерний), в составе Нижегородского, Вятского, Нолинского, Котельничского округов. Административный центр края — Нижний Новгород (с 1932 — Горький).
  - образована Ивановская Промышленная область — из упразднённых Владимирской, Иваново-Вознесенской, Костромской и Ярославской губерний, в составе: Ивановского, Александровского, Ярославского, Рыбинского, Костромского, Кинешемского и Владимирского округов. Центром был город Иваново-Вознесенск (с 1932 года Иваново).
  - образована Западная область — из упразднённых Брянской, Смоленской, частей Калужской, Тверской губерний, Великолукского округа (передаваемого из состава Ленинградской области в состав Западной области), в составе: Смоленского, Великолукского, Брянского и Калужского округов. Центром области был Смоленск.
  - образована Московская область (первоначальное планируемое название — Центрально-промышленная область — было изменено Постановлением Президиума ВЦИК от 3 июня 1929 года[40]) — из упразднённых Московской, Рязанской, Тульской, частей Тверской, Калужской и Владимирской губерний, в составе: Московского, Орехово-Зуевского, Коломенского, Серпуховского, Тульского, Тверского, Рязанского, Бежецкого и Калужского округов. Центром области стала Москва.
- 20 октября: Средне-Волжская область преобразована в Средневолжский край.

#### 1930
- 10 января: Мордовский округ Средневолжского края преобразован в Мордовскую АО[41].
- 20 июля: из состава Казакской АССР в непосредственное подчинение РСФСР была передана Кара-Калпакская автономная область.

### АТД после «укрупнения» (июль 1930)
- АССР

1. Башкирская АССР
2. Бурят-Монгольская АССР
3. Дагестанская АССР
4. Казакская АССР
5. Автономная Карельская ССР
6. Киргизская АССР
7. Крымская АССР

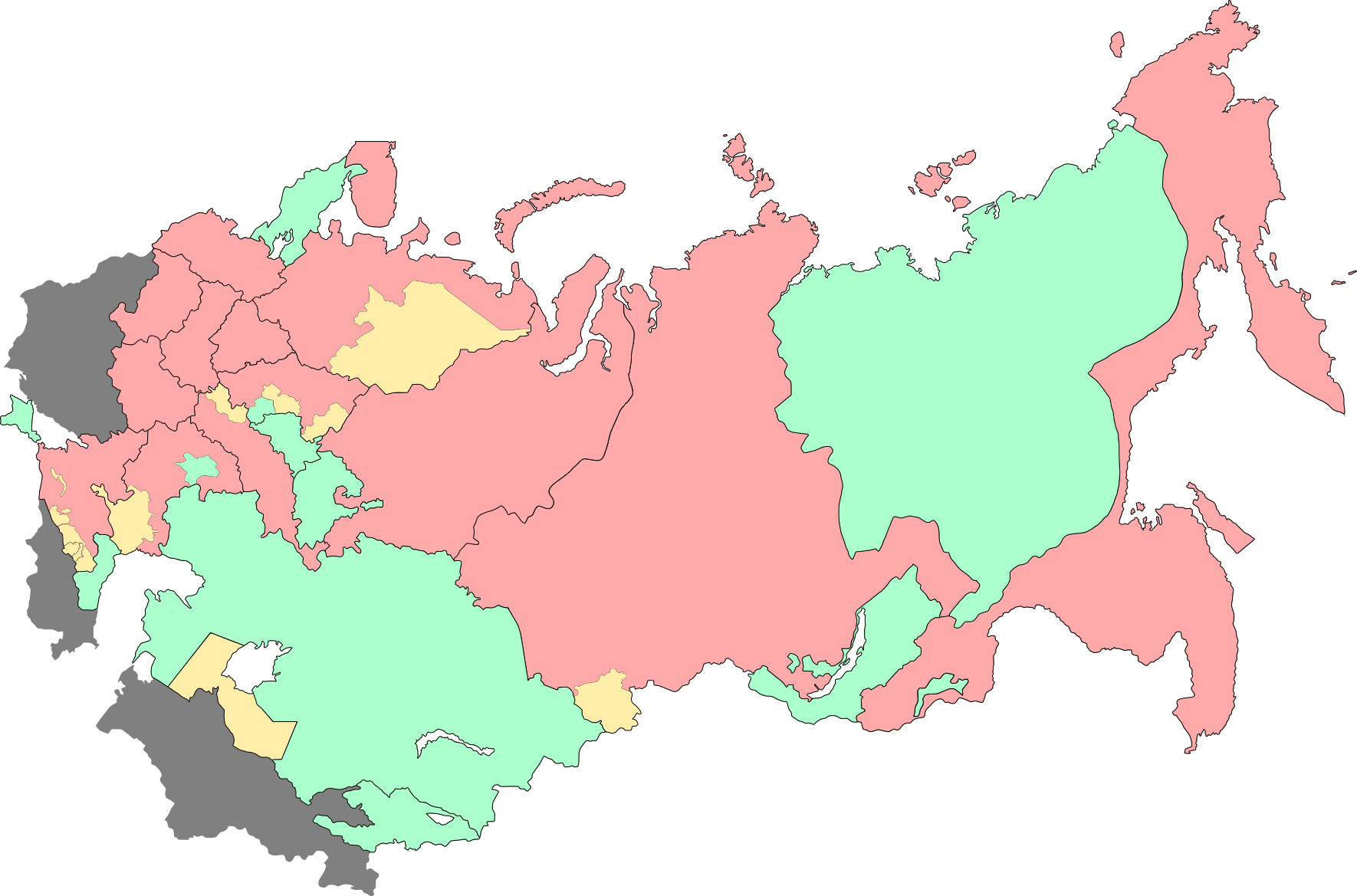
Административно-территориальное деление РСФСР на 20 июля 1930 года

8. АССР немцев Поволжья (Нижне-Волжский край)
9. Татарская АССР
10. Чувашская АССР (Нижегородский край)
11. Якутская АССР

- Края

1. Дальневосточный край
2. Нижегородский край
3. Нижне-Волжский край
4. Северный край
5. Северо-Кавказский край
6. Сибирский край
7. Средневолжский край

- Области

1. Западная область
2. Ивановская Промышленная область
3. Ленинградская область
4. Московская область
5. Уральская область
6. Центрально-Чернозёмная область

- Автономные области

1. Адыгейская АО (Северо-Кавказский край)
2. Вотская АО (Нижегородский край)
3. Ингушская АО (Северо-Кавказский край)
4. Кабардино-Балкарская АО (Северо-Кавказский край)
5. Калмыцкая АО (Нижне-Волжский край)
6. Кара-Калпакская АО
7. Карачаевская АО (Северо-Кавказский край)
8. Коми (Зырян) АО (Северный край)
9. Марийская АО (Нижегородский край)
10. Мордовская АО (Средне-Волжский край)
11. Ойротская АО (Сибирский край)
12. Северо-Осетинская АО (Северо-Кавказский край)
13. Черкесская АО (Северо-Кавказский край)
14. Чеченская АО (Северо-Кавказский край)

- Национальные округа

1. Ненецкий национальный округ (Северный край)
2. Коми-Пермяцкий национальный округ (Уральская область)

## Реформа по «разукрупнению» (1930—1948)
В 1930-е годы ряд крупных регионов был раздёлен на более мелкие.
В 1936 году с принятием новой конституции многие края были преобразованы в области, а АО — в АССР. Новые области появлялись на базе губерний Российской империи, реже — губерний РСФСР. Также новая конституция, в рамках разукрупнения, утвердила создание новой союзной республики — Казахской ССР, ранее федерированной с РСФСР и состоящей из нескольких областей (поскольку разукрупнить Казахскую АССР путём раздела, по аналогии с другими субъектами, было невозможно).
В 1943—1944 годах были созданы новые области на базе дореволюционных губерний (Псковская, Новгородская, Владимирская, Костромская, Калужская, Ульяновская, Астраханская, Томская), советских губерний (Брянская, Тюменская), а также абсолютно новые области (Великолукская, Курганская, Кемеровская).

### Хронология

#### 1930
- 30 июля:
  - Сибирский край был разукрупнён на Восточно-Сибирский и Западно-Сибирский края;
  - из состава Дальневосточной области в состав Восточно-Сибирского края были переданы Читинский и Сретенский округа;
  - Бурят-Монгольская АССР вошла в состав Восточно-Сибирского края.
- 11 августа: в состав Восточно-Сибирского края включена вся территория Красноярского округа с городом Красноярском.

#### 1931
- 6 сентября: Дагестанская АССР вошла в состав Северо-Кавказского края.

#### 1932
- 20 марта: Кара-Калпакская АО преобразована в Кара-Калпакскую АССР.

#### 1934
- 10 января:
  - Нижне-Волжский край был разделен на Сталинградский и Саратовский края;
  - из Северо-Кавказского края выделен Азово-Черноморский край.
- 15 января: Чеченская и Ингушская АО объединены в Чечено-Ингушскую АО.
- 17 января:
  - Уральская область разделена на Свердловскую, Челябинскую область и Обско-Иртышскую области;
  - из состава Башкирской АССР в состав Челябинской области был передан Аргаяшский кантон.
- 13 июня Центрально-Чернозёмная область область разделена на Курскую и Воронежскую области.
- 7 декабря:
  - из состава Восточно-Сибирского края был выделен Красноярский край;
  - из состава Горьковского края был выделен Кировский край;
  - из состава Средне-Волжского края была выделена Оренбургская область[42];
  - из состава Актюбинской области Казакской АССР в состав Оренбургской области были переданы части Адамовского, Акбулакского и Тегаловского районов;
  - из состава Башкирской АССР в состав Оренбургской области была передана часть Зианчуринского района.

#### 1936
- 11 марта: Ивановская Промышленная область была разделена на Ярославскую и Ивановскую области.

#### 1937
- 26 сентября: Восточно-Сибирская область была разделена на Иркутскую и Читинскую области.
- 28 сентября: из состава Западно-Сибирского края был выделен Алтайский край.

#### 1938
- 20 октября: Дальневосточный край был разделён на Хабаровский и Приморский края.

#### 1943
- 19 января: образована Ульяновская область.
- 27 декабря: образована Астраханская область.

#### 1944
- 5 июля:
  - образована Новгородская область;
  - образована Калужская область;
  - образована Брянская область.
- 13 августа:
  - образована Костромская область;
  - образована Томская область.
- 14 августа: образована Владимирская область.
- 22 августа: образована Псковская область.
- 11 октября: в состав РСФСР вошла Тувинская автономная область.

#### 1946
- 2 февраля: на территории южной части острова Сахалин и Курильских островах, присоединённых к СССР по результатам Второй мировой войны, была образована Южно-Сахалинская область. 2 января 1947 она была объединена с Сахалинской областью, бывшей на тот момент в составе Хабаровского края, в самостоятельную Сахалинскую область в составе РСФСР.
- 7 апреля: в РСФСР вошла Кёнигсбергская область, 4 июля того же года переименованная в Калининградскую.

#### 1947
- 2 января:
  - упразднена Южно-Сахалинская область;
  - из состава Хабаровского края была выделена Сахалинская область.
- 14 октября: из состава Сталинградской области в состав Астраханской области был передан Черноярский район.

#### 1948
- 2 августа: из состава Хабаровского края была выделена Амурская область.
- 15 сентября: из состава Приморского края в состав в Хабаровского края был передан город Советская Гавань вместе с пригородной зоной.

### АТД после «разукрупнения» (1948)
- АССР

1. Башкирская АССР
2. Бурят-Монгольская АССР
3. Дагестанская АССР
4. Кабардинская АССР
5. Коми АССР
6. Крымская АССР
7. Марийская АССР
8. Мордовская АССР
9. Северо-Осетинская АССР
10. Татарская АССР
11. Удмуртская АССР
12. Чувашская АССР
13. Якутская АССР

- Края

1. Алтайский край
2. Краснодарский край
3. Красноярский край
4. Приморский край
5. Ставропольский край
6. Хабаровский край

- Области

1. Архангельская область
2. Астраханская область
3. Брянская область
4. Великолукская область
5. Владимирская область
6. Вологодская область
7. Воронежская область
8. Горьковская область
9. Грозненская область
10. Ивановская область
11. Иркутская область
12. Калининская область
13. Калужская область
14. Калининградская область
15. Кемеровская область
16. Кировская область
17. Костромская область
18. Куйбышевская область
19. Курганская область
20. Курская область
21. Ленинградская область
22. Молотовская область
23. Московская область
24. Мурманская область
25. Новгородская область
26. Новосибирская область
27. Омская область
28. Орловская область
29. Пензенская область
30. Псковская область
31. Ростовская область
32. Рязанская область
33. Саратовская область
34. Сахалинская область
35. Свердловская область
36. Смоленская область
37. Сталинградская область
38. Тамбовская область
39. Томская область
40. Тульская область
41. Тюменская область
42. Ульяновская область
43. Челябинская область
44. Читинская область
45. Чкаловская область
46. Ярославская область

- Автономные области

1. Адыгейская АО (Краснодарский край)
2. Еврейская АО (Хабаровский край)
3. Ойротская АО (Алтайский край)
4. Хакасская АО (Красноярский край)
5. Черкесская АО (Ставропольский край)
6. Тувинская автономная область

- Национальные округа

1. Агинский Бурят-Монгольский национальный округ (Читинская область)
2. Ненецкий национальный округ (Архангельская область)
3. Коми-Пермяцкий национальный округ (Молотовская область)
4. Корякский национальный округ (Хабаровский край)
5. Таймырский национальный округ (Красноярский край)
6. Усть-Ордынский Бурят-Монгольский национальный округ (Иркутская область)
7. Ханты-Мансийский национальный округ (Тюменская область)
8. Чукотский национальный округ (Хабаровский край)
9. Эвенкийский национальный округ (Красноярский край)
10. Ямало-Ненецкий национальный округ (Тюменская область)

## Эксперименты по созданию новых областей (1952—1956)

### Хронология

#### 1952
- 14 января: из состава Астраханской области в состав Ставропольского края был передан Степновский район.
- 8 мая: в составе Татарской АССР были созданы Казанская, Чистопольская области.
- 29 мая: в составе Башкирской АССР были созданы Уфимская и Стерлитамакская области.

#### 1953
- 21 февраля: в составе Татарской АССР была создана Бугульминская область.
- 30 апреля: упразднены Казанская, Чистопольская и Бугульминская области Татарской АССР и Уфимская и Стерлитамакская области Башкирской АССР.
- 3 декабря: создана Магаданская область.

#### 1954
- 6 января: созданы Белгородская, Липецкая, Каменская и Балашовская области.
- 7 января: создана Арзамасская область.
- 19 февраля: Крымская область была передана в состав УССР.
- 23 июня: из состава Каменской области в состав Сталинградской области были переданы Перелазовский и Серафимовичский районы.

#### 1955
- 24 февраля: из состава Карельской ССР в состав Мурманской области была передана территория Алакурттинского сельсовета Кестеньгского района.
- 14 марта: из состава Грузинской ССР в состав Ставропольского края был передан Клухорский район.

#### 1956
- 14 июля: Камчатская область выведена из состава Хабаровского края.
- 16 июля: к РСФСР была присоединена Карельская АССР (вследствие преобразования её из Карело-Финской ССР).

## Сворачивание экспериментов, завершение формирования АТД (1957—1962)

### Хронология

#### 1957
- 9 января:
  - ликвидирована Грозненская область, территория которой вошла в состав Чечено-Ингушской АССР и Дагестанской АССР;
  - восстановлена Чечено-Ингушская АССР, в состав которой вошла территория из частей ликвидированной Грозненской области, а также Ставропольского края, Астраханской области и Северо-Осетинской АССР;
  - восстановлена Калмыцкая АО, в состав которой вошла территория из частей Ставропольского края, Ростовской и Астраханской областей;
  - Кабардинская АССР преобразована в Кабардино-Балкарскую АССР;
  - Черкесская АО преобразована в Карачаево-Черкесскую АО;
  - в состав Чечено-Ингушской АССР возвращены ранее переданные территории в границах Душетского и Казбегского районов Грузинской ССР;
  - в состав Кабардино-Балкарской АССР возвращены ранее переданные территории в границах Верхне-Сванетского района Грузинской ССР;
  - в состав Карачаево-Черкесской АО возвращены ранее переданные территории в границах бывшего Преградненского района (восточная часть Псебайского района Краснодарского края).
- 27 марта: из состава Московской области в состав Тульской области были переданы Кимовский, Гремячевский, Узловский и Донской районы.
- 23 апреля: упразднена Арзамасская область.
- 2 октября: упразднена Великолукская область.
- 19 ноября:
  - упразднена Балашовская область;
  - упразднена Каменская область.

#### 1958
- 29 июля:
  - из состава Псковской области в состав Новгородской области был передан Холмский район;
  - Калмыцкая АО выведена из состава Ставропольского края и преобразована в Калмыцкую АССР.

#### 1960
- 6 января: из состава Кировской области в состав Горьковской области был передан Шарангский район.

#### 1961
- 9 октября: Тувинская АО преобразована в Тувинскую АССР.

#### 1962
- 28 апреля: из состава Краснодарского края в состав Адыгейской АО был передан Тульский район (ныне Майкопский район).

### АТД на 1962 год
- АССР

1. Башкирская АССР — Уфа
2. Бурятская АССР — Улан-Удэ
3. Дагестанская АССР — Махачкала
4. Кабардино-Балкарская АССР — Нальчик
5. Калмыцкая АССР — Элиста
6. Карельская АССР — Петрозаводск
7. Коми АССР — Сыктывкар
8. Марийская АССР — Йошкар-Ола
9. Мордовская АССР — Саранск
10. Северо-Осетинская АССР — Орджоникидзе
11. Татарская АССР — Казань
12. Тувинская АССР — Кызыл
13. Удмуртская АССР — Ижевск
14. Чечено-Ингушская АССР — Грозный
15. Чувашская АССР — Чебоксары
16. Якутская АССР — Якутск

- Края

1. Алтайский край — Барнаул
2. Краснодарский край
3. Красноярский край
4. Приморский край — Владивосток
5. Ставропольский край
6. Хабаровский край

- Области

1. Амурская область — Благовещенск
2. Архангельская область
3. Астраханская область
4. Белгородская область
5. Брянская область
6. Владимирская область
7. Волгоградская область
8. Вологодская область
9. Воронежская область
10. Горьковская область
11. Ивановская область
12. Иркутская область
13. Калининградская область
14. Калининская область
15. Калужская область
16. Камчатская область — Петропавловск-Камчатский
17. Кемеровская область
18. Кировская область
19. Костромская область
20. Куйбышевская область
21. Курганская область
22. Курская область
23. Ленинградская область
24. Липецкая область
25. Магаданская область
26. Московская область
27. Мурманская область
28. Новгородская область
29. Новосибирская область
30. Омская область
31. Оренбургская область
32. Орловская область
33. Пензенская область
34. Пермская область
35. Псковская область
36. Ростовская область — Ростов-на-Дону
37. Рязанская область
38. Саратовская область
39. Сахалинская область — Южно-Сахалинск
40. Свердловская область
41. Смоленская область
42. Тамбовская область
43. Томская область
44. Тульская область
45. Тюменская область
46. Ульяновская область
47. Челябинская область
48. Читинская область
49. Ярославская область

- Автономные области

1. Адыгейская АО — Майкоп (Краснодарский край)
2. Горно-Алтайская АО — Горно-Алтайск (Алтайский край)
3. Еврейская АО — Биробиджан (Хабаровский край)
4. Карачаево-Черкесская АО — Черкесск (Ставропольский край)
5. Хакасская АО — Абакан (Красноярский край)

- Автономные округа (до 1978 года — национальные округа)

1. Агинский Бурятский АО — Агинское (Читинская область)
2. Коми-Пермяцкий АО — Кудымкар (Пермская область)
3. Корякский АО — Палана (Камчатская область)
4. Ненецкий АО — Нарьян-Мар (Архангельская область)
5. Таймырский (Долгано-Ненецкий) АО — Дудинка (Красноярский край)
6. Усть-Ордынский Бурятский АО — Усть-Ордынский (Иркутская область)
7. Ханты-Мансийский АО — Ханты-Мансийск (Тюменская область)
8. Чукотский АО — Анадырь (Магаданская область)
9. Эвенкийский АО — Тура (Красноярский край)
10. Ямало-Ненецкий АО — Салехард (Тюменская область)

- Города республиканского подчинения

1. Москва
2. Ленинград

## Парад суверенитетов (1990—1991)

### Хронология

#### 1990
- 17 июля: указом Президиума Верховного Совета РСФСР Калининская область переименована в Тверскую[43].
- 29 августа: принята Декларация о государственном суверенитете переименованной Коми ССР[44].
- 30 августа: Верховный Совет Татарской АССР принял декларацию о государственном суверенитете, переименованной в Республику Татарстан.
- 27 сентября: года принята Декларация о государственном суверенитете переименованной Якутской ССР[45].
- 8 октября: принята Декларация о государственном суверенитете переименованной Бурятской ССР[46].
- 11 октября: Верховный Совет Башкирской АССР принял декларацию о государственном суверенитете, переименованной в Башкирскую ССР — Башкортостан.
- 18 октября: принята Декларация о государственном суверенитете переименованной Калмыцкой ССР — Хальмг Тангч[47].
- 22 октября:
  - года принята Декларация о государственном суверенитете переименованной Марийской ССР[48];
  - указом Президиума Верховного Совета РСФСР Горьковская область переименована в Нижегородскую[49].
- 24 октября: принята Декларация о государственном суверенитете переименованной Чувашской ССР — Чаваш-ень[50].
- 25 октября: принята Декларация о государственном суверенитете переименованной (из АО) Горно-Алтайской АССР[51].
- 4 ноября: Верховный Совет Удмуртской АССР провозгласил суверенитет республики и новое название Удмуртская Республика[52].
- 27 ноября: Верховный Совет Чечено-Ингушской АССР принял декларацию о государственном суверенитете переименованной Чечено-Ингушской Республики[53].
- 15 декабря: в Конституцию РСФСР внесена поправка, согласно которой автономные области выводились из состава краёв и становились самостоятельными субъектами.

#### 1991
- 25 января: указом Президиума Верховного Совета РСФСР Куйбышевская область переименована в Самарскую[54].
- 17 апреля: Верховный Совет Марийской ССР принимает поправки в республиканскую конституцию, которыми переименовал республику в Марийскую ССР — Республику Марий Эл[55], в конституции РСФСР новое наименование было полностью закреплено лишь в 1992 году (см. ниже).
- 13 мая: Съезд народных депутатов Дагестанской АССР принимает постановление о государственном статусе автономии, согласно которому Дагестанская АССР «преобразуется в Дагестанскую Советскую Социалистическую Республику — Республику Дагестан в составе РСФСР»[56], в конституции РСФСР новое наименование было полностью закреплено лишь в 1992 году (см. ниже).
- 24 мая: Съездом народных депутатов РСФСР были приняты изменения к Конституции РСФСР по названиям Автономных Советских Социалистических Республик — из них было убрано слово «автономные»[57].
- 8 июня: выделением из Чечено-Ингушской АССР была провозглашена Чеченская Республика Ичкерия, которая через месяц провозгласила независимость[58][59].
- 3 июля: Верховный Совет РСФСР принял решение о смене статуса автономных областей (кроме Еврейской) на «Советские Социалистические Республики в составе РСФСР»[60] и внёс соответствующие изменения в ст. 71 конституции РСФСР[61]:
- Адыгейская автономная область — Адыгейская ССР;
- Горно-Алтайская автономная область — Горно-Алтайская ССР;
- Карачаево-Черкесская автономная область — Карачаево-Черкесская ССР;
- Хакасская автономная область — Хакасская ССР.

Данные поправки были внесены на рассмотрение Съезда народных депутатов РСФСР, который в 1992 году уже в другом законе преобразовал данные автономии в республики (см ниже).
Несмотря на право сецессии для союзных республик по Конституции СССР 1977 года, данные образования не могли выйти из России, так как напрямую указывалось их нахождение в составе РСФСР, конституция которой права выхода не давала.
- 28 августа: Верховный Совет Тувинской АССР принял решение о переименовании республики в Республику Тува[63].
- 6 сентября: Президиум Верховного совета РСФСР утвердил возвращение Ленинграду наименования Санкт-Петербург.
- 13 ноября: Верховный Совет Карельской АССР принял закон о переименовании республики в Республику Карелия[64].
- 25 декабря: Верховный Совет РСФСР принял закон о переименовании РСФСР в Российскую Федерацию (Россию)[65]. По нему в течение 1992 года было разрешено использовать название РСФСР в официальном делопроизводстве (бланки, печати и штампы). Последующие законы стали именоваться законами Российской Федерации, при этом порядок нумерации сохранялся. В 1992 году Съезд народных депутатов России отразил в конституции переименование государства и ряд других произошедших к тому времени изменений административно-территориального устройства России, внеся в основной закон соответствующие изменения[66].

Об административно-территориальном делении Российской Федерации с 25 декабря 1991 года смотрите Субъекты Российской Федерации

## Комментарии
1. ↑  Автономная область немцев Поволжья (использовалось также название Трудовая коммуна немцев Поволжья) — первая в РСФСР автономная область, ставшая новой формой национально-территориальной автономии — «трудовая коммуна».
2. ↑  В результате подписания Договора Советской власти с Правительством Башкурдистана, Башкирская СР стала первой автономной республикой на территории России и единственной автономной республикой, созданной на договорных началах.
3. ↑  В Декрете ВЦИК и СНК РСФСР от 26.08.1920 передаваемые территории указаны как часть Астраханской губернии, хотя Букеевская губерния была создана еще в июле 1917 года
4. ↑  Решение о создании автономной области принято 04.11.1920
5. ↑  Решение о создании автономной области принято 04.11.1920
6. ↑  Решение о создании автономной области принято 04.11.1920